# Eudicella aurata
Eudicella aurata – gatunek chrząszcza z rodziny poświętnikowatych i podrodziny kruszczycowatych.